# 檜垣正一
檜垣 正一（ひがき しょういち、1901年10月1日 - 1989年4月30日）は、日本の実業家。元今治造船代表取締役社長。

## 経歴
1901年に造船業を営む檜垣為治の次男として誕生。近見小学校を卒業後、父・為治が経営する檜垣造船所に見習いとして入社。1924年に独立し、壬生川（西条市）で造船業を開始。
その後は内務省の造船技術員を経て、1933年に小浦で檜垣造船有限会社を設立。その後、1940年に檜垣造船は周辺の造船会社と合併し今治造船有限会社となり、1943年には今治船渠株式会社と合併し今治造船株式会社となった。檜垣正一は今治造船で現場総監督を務めていたが、戦後には退社し檜垣造船所を設立した。
1955年には息子の檜垣俊幸や赤尾柳吉、岡田恭介が休業に陥っていた今治造船の全株式を取得。檜垣正一が専務取締役に就任した。1959年には檜垣俊幸が今治造船の全株式を取得し、代表取締役社長に就任した。
1989年4月30日に死去。

### 略歴
- 1913年　- 近見小学校を卒業後、檜垣造船所に入社。
- 1924年 - 独立し、壬生川で造船業を開始。
- 1927年 - 内務省の造船技術員を委嘱され、今治の築港工事などに従事[5]。
- 1933年 - 小浦で兄弟ともども檜垣造船有限会社を設立。
- 1940年 - 今治市･越智郡周辺の造船会社が合併し、今治造船有限会社が設立される。
- 1943年 - 今治船渠と合併し今治造船株式会社が設立され、工場責任者で総監督となる。
- 1945年 - 今治造船を退社。
- 1946年 - 大浜で檜垣造船所を設立。
- 1955年 - 檜垣俊幸、赤尾柳吉、岡田恭介が休業していた今治造船の全株式を取得し再スタート。専務取締役に就任。
- 1959年 - 息子の檜垣俊幸が今治造船の全株式を取得。今治造船代表取締役社長に就任。
- 1989年 - 死去。

## 栄典・栄誉
- 勲四等瑞宝章（1972年）[6]
- 今治市名誉市民（1980年）[7]

## 家族
- 檜垣為治（父親）
- 檜垣久雄（弟） - 檜垣造船創業者。
- 檜垣正司（長男） - 今治造船元社長
- 檜垣文昌（次男） - 今治造船元会長
- 檜垣俊幸（3男）　-　今治造船グループ社主。
- 檜垣孝則（4男） - 今治造船元副社長
- 檜垣栄治（5男） - 今治造船元社長